# Samaire Armstrong
Samaire Rhys Armstrong (/səˈmɪərə/; Tóquio, 31 de outubro de 1980) é uma atriz e modelo norte-americana nascida no Japão. Seu papel mais conhecido é Anna Stern no seriado The O.C..

## Biografia
Samaire nasceu em Tóquio, filha de um escocês, Hunter Armstrong, e uma italiana, Sylvia. Sua mãe era designer de spas em resorts e seu pai treinava soldados para o combate corpo a corpo. Ela viveu no Japão até os cinco anos, antes de se mudar pro Havaí. Mais tarde, se mudou para a cidade de Sedona, no Arizona, onde cresceu e estudou na Sedona Red Rock High School. Ela também pôde viver na Malásia e na China por algum tempo. Chegou a entrar na Universidade do Arizona, mas desistiu do curso superior de teatro pelas regras que alunos do primeiro ano não poderiam se envolver em produções. Seu irmão, Hunter Armstrong, está atualmente estudando na Universidade do Arizona. Depois de ter abandonado os estudos, Samaire foi morar em Los Angeles.

## Carreira
A primeira maior aparição de Samaire foi no filme "Not Another Teen Movie", uma comédia-paródia estilo "Todo Mundo em Pânico". Na TV, teve um papel importante em "Freaks and Geeks", e aparições especiais em séries como "Judging Amy", "CSI: Miami", "Numb3rs", "Party of Five", "The Mentalist" e "Arquivo-X". Teve um pequeno romance com o ator Aaron Paul.
À princípio, ela só apareceria em apenas um episódio de "The O.C.", mas sua personagem foi tão querida que acabou participando de vários episódios da primeira temporada. Seus filmes mais recentes incluem "Stay Alive", "Just My Luck" com Lindsay Lohan e "Rise".
Quando não está atuando, Samaire adora desenhar roupas para sua própria marca, chamada NARU. Em sua filmografia, também tem aparições em videoclipes, como Penny and Me, dos irmãos "Hanson", e "Bad Day", de Daniel Powter Em 2007 começou a gravar a série americana "Dirty Sexy Money".
Samaire também participou do filme "It's a boy girl thing", junto com Kevin Zegers.